# تیتینی
تیتینی (به اسپانیایی: Titini) یک کوه در پرو است که در منطقه موکگوا واقع شده‌است. تیتینی ۴٬۸۰۰ متر بالاتر از سطح دریا واقع شده‌است.